# Schlacht bei Hiltersried
1433 unternahm Johann von Pfalz-Neumarkt einen Kriegszug gegen die in der Oberpfalz plündernden Hussiten. Pfalzgraf Johann galt als besonderer Feind der Hussiten, da er Hieronymus von Prag an das Konzil von Konstanz ausgeliefert hatte. Am 21. September gelang es seinem Feldhauptmann Hintschik Pflug und seinen 1.200 Mann (etwa 200 Reisige sowie 1.000 Fußsoldaten, Knechte und Schützen), in der Nähe der Ortschaft Hiltersried (in der heutigen Gemeinde Schönthal) – im heutigen Landkreis Cham in der Oberpfalz – eine ca. 1.600 Mann starke Abteilung der Taboriten zu schlagen. Pfalzgraf Johann ritt bei der Schlacht selbst nicht mit, sondern blieb mit seinem Sohn Christoph in Neunburg, wo er mit ausgestreckten Armen in der Bergkirche St. Georg für den Sieg betete. Er galt zum Zeitpunkt der Schlacht als alter Mann und wurde von seinen Rittern zurückgehalten („Sed prohibitus a milicia“), da sein Schutz zu viele Ritter in der Schlacht gebunden hätte. Es war eine der größeren Schlachten, in der die Hussiten unterlagen.

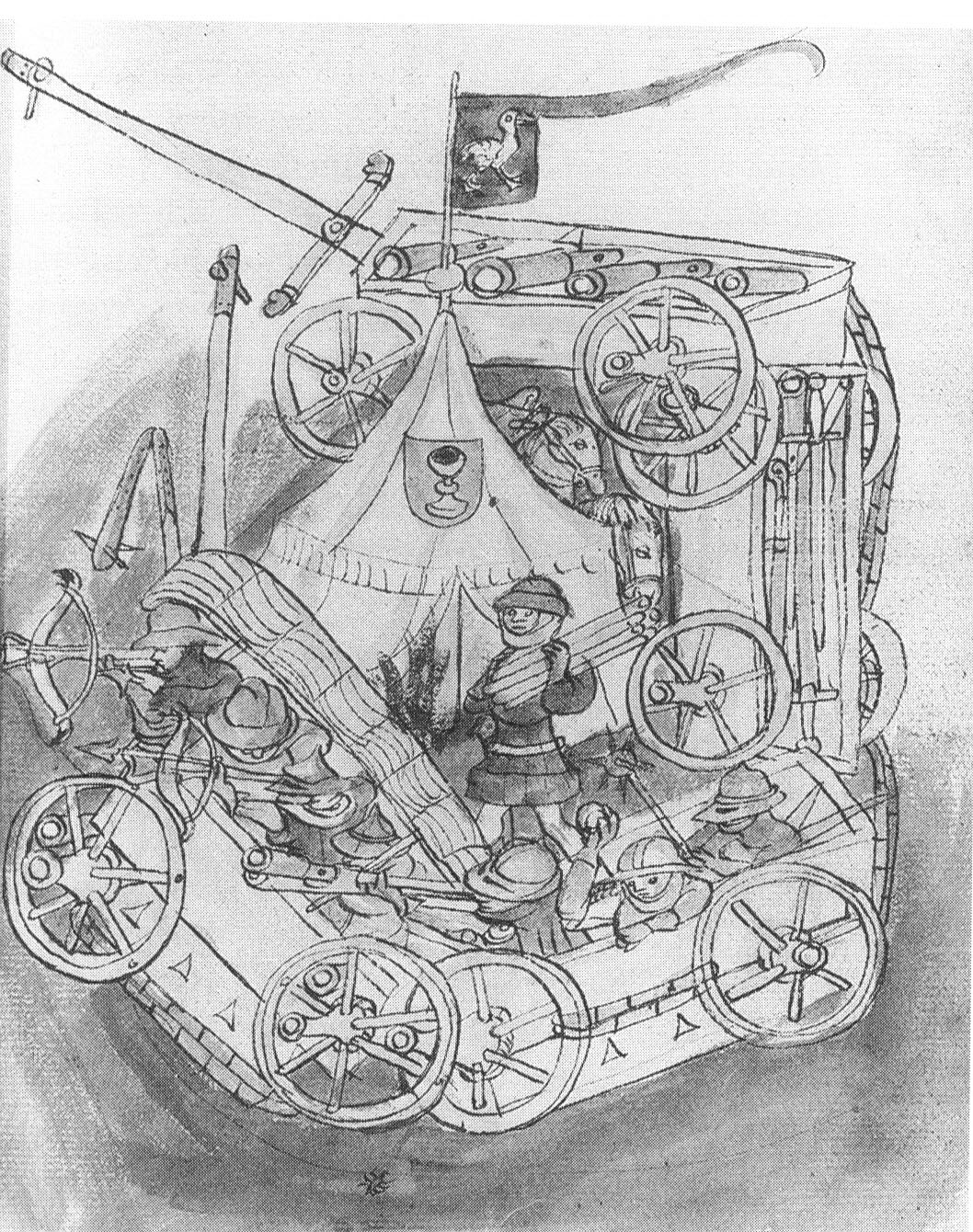
Hussitische Wagenburg

## Vorgeschichte
Die Hussiten hatten ab Mitte Juli 1433 die wieder katholisch gewordene Stadt Pilsen belagert. Die Nachbarterritorien versuchten daher, eine Abwehrfront aufzubauen, da mit weiteren Einfällen zu rechnen war. Die führende Rolle übernahm dabei die Stadt Nürnberg; hier trafen sich am 15. Juli 1433 die Vertreter bedrohter Fürsten und Städte und man beschloss, die Grenzburgen in Verteidigungsbereitschaft zu setzen. Die Beschlüsse gelangten aber nur sehr mangelhaft zur Ausführung. Die von Nürnberg nach Neunburg gesandte Söldnertruppe wurde am 3. September sogar wieder abgezogen, da andere ihre Zusagen nicht eingehalten hatten. Auch von seiner Verwandtschaft erhielt Pfalzgraf Johann keine Hilfe und die von Herzog Albrecht III. von Bayern-München zugesagten Truppen kamen zu spät.
Von dem Führer des taboritischen Feldheeres vor Pilsen, Andreas Prokop, wurden die Hauptmänner Johannes Pardus von Horka und Johannes Rzitka von Bezdetitz zum Fouragieren in den Nordgau ausgesandt. Am 16. September 1433 verließ das Heer Pilsen und zog über Taus nach Reichenstein. Am 18. September versuchten die Hussiten, die Burg Obermurach zu erstürmen, was aber nicht gelang. Dann wandten sie sich nach Schwarzhofen, wo sie bereits 1427 das Kloster Schwarzhofen niedergebrannt hatten. Aus den umliegenden Dörfern nahmen sie Geiseln und erpressten Lösegeld. Am 21. September 1433, dem Tag des Evangelisten Matthäus, zogen sie an Neunburg vorm Wald vorbei.
Das Oberpfälzer Heer sammelte sich bei der Schwarzenburg, auch das Nabburger Hilfskontingent traf ein. Ein Bote meldete, dass die Hussiten planten, nach Hiltersried zu ziehen. Darauf verließ das Heer den Sammelplatz und marschierte nach Hiltersried.

## Verlauf der Schlacht
Hintschik Pflug griff zur Vesperzeit an, also zwischen 15.30 und 18 Uhr, und damit ungewöhnlich spät am Tag. Deshalb hatten die Hussiten, die an diesem Tag mit keinem Angriff mehr rechneten, ihre Wagenburg noch nicht fertig aufgebaut. Das Pfalz-Neumarktische Heer stellte sich in drei Blöcken auf: In der Mitte waren die Reiter in einer zuerst keilförmigen, dann blockweisen Formation (diese ging 1450 als „Pillenreuther Schlachtordnung“ in die Kriegsgeschichte ein). Links und rechts davon waren zwei Gruppen von Fußvolk. Davor waren in zwei Gruppen mit Armbrust und Gewehren ausgerüstete Schützen aufgestellt.
Nachdem Oberpfälzer Armbrustschützen das Lager unter Beschuss genommen hatten, stürmten die Reiter in Keilformation auf den Eingang an der Schmalseite der Wagenburg zu. Gleichzeitig griff das Fußvolk die Längsseiten an, um Kräfte der Hussiten zu binden. Dadurch gelang den Rittern der Durchbruch in die Wagenburg. Danach konnten die Hussiten den Angreifern nichts mehr entgegensetzen und versuchten zu fliehen. Die Oberpfälzer setzten ihnen nach.
Am Ende blieben angeblich etwa 1.500 Hussiten auf dem Schlachtfeld und 300 gerieten in Gefangenschaft; ihre Anführer entkamen und gelangten mit ca. 130 Mann nach Pilsen. Dagegen verloren die Oberpfälzer der Überlieferung nach nur vierzehn Bürger und Bauern. Weitere ca. 120 Oberpfälzer erlagen später nach der Schlacht ihren Verletzungen.

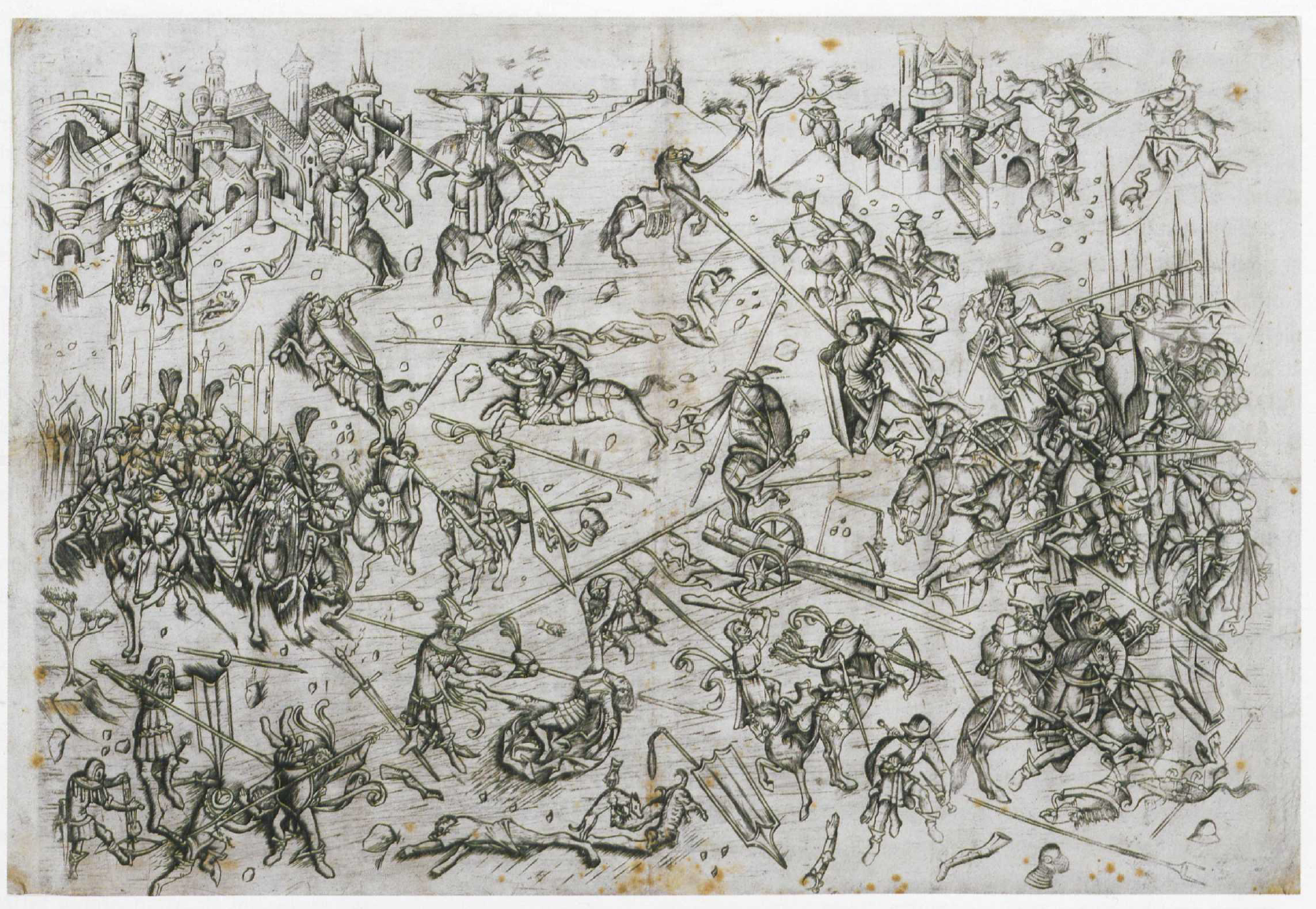
Zeitgenössische Darstellung der Schlacht von Hiltersried

Eine lokale Quelle (Prälat Josef Kraus: „Gleißenberg – Ein Heimatbuch“, 1973) beschreibt die Schlacht folgendermaßen:
1431 verbrannten die Hussiten das Schloß des Erasmus Sattelboger in Arnschwang, aber dem Schloßherrn gelang es, dem Feind einen Hinterhalt zu legen und mit Hilfe der Bauern eine feindliche Abteilung zu überwältigen. Wieder zogen die Hussiten nach Bayern, um Proviant zu bekommen, denn in Böhmen war Hungersnot wegen mangelhafter Bestellung der Felder. 500 Reiter und 1.100 Mann Fußvolk unter Führung der Hauptleute Pardus und Ritka wurden zur Plünderung der Oberpfalz ausgeschickt. Über Neukirchen bei Hl. Blut, Roding, Walderbach, Reichenbach drangen sie raubend und sengend bis Nabburg vor. Reich mit Beute beladen wollten die Hussiten bereits wieder heimkehren, als Herzog Johann von Neumarkt-Neunburg sie bei Hiltersried stellte. Die Hussiten glaubten, ihm eine besondere Rache schuldig zu sein, weil sein Pfleger Teynstorffer zu Hirschau seinerzeit den Hieronymus von Prag gefangen genommen und an den Kaiser nach Konstanz ausgeliefert hatte. Als der Pfalzgraf die Hussitengefahr kommen sah, bot er das Landvolk ringsumher auf, sandte Botschaft an den benachbarten Adel und sammelte die bewaffnete Mannschaft auf der Schwarzenburg bei Rötz. Der Oberbefehl wurde dem bereits kampferprobten Hintschik Pflug übertragen. Der Bannerträger war Wilhelm Paulsdorfer. Neben ihm stand ein siebzigjähriger rühmlich bekannter Haudegen, Johann Zenger von Schneeberg, ferner der Wartberger von Kürnberg, Ulrich Thürlinger auf Thürlstein, Hans Sazenhofer auf Frauenstein, Marquard Stär, Pfleger von Cham, Ulrich Fronhofer, Albrecht von Treffelstein und Bodenstein und andere. Unter diesen Anderen, die nicht mit Namen genannt sind, mag auch der Hausner (Hans Hausner oder dessen Sohn) von Burgstall bei Gleißenberg gewesen sein. (...)
Vor dem Aufbruch wurde noch Gottesdienst gehalten, dann setzte sich der Zug in Bewegung. Es war der St. Matthäustag, 21. September. Der schon bejahrte Pfalzgraf Johann wollte in seinem heiligen Zorn persönlich noch mitkämpfen wider die Ketzer, aber sein Sohn Christoph und die Ritter gaben es nicht zu. Der Pfalzgraf warf sich während des Kampfes vor dem Sakramentshäuschen in der Pfarrkirche zu Neunburg v.W. nieder und flehte mit ausgespannten Armen nebst seiner Gemahlin Beatrix Gott um Sieg und Barmherzigkeit an. Unterdessen war das Heer den Räubern nachgeeilt und überraschte sie bei Hiltersried in einem verschanzten Lager. Die Hussiten stellten sich grimmig zur Wehr. Sie hatten auf einer Anhöhe, die heute noch "Hussitenbirl" heißt, ihre Wagenburg aufgebaut, die eine trutzige Festung zu sein schien, denn ihre Wagen waren miteinander verkettet und schienen jedem Angriff zu trotzen. Die tapferen Oberpfälzer nahmen die Wagenburg in die Zange und durchbrachen sie ungestüm. Dann begann ein fürchterlicher Nahkampf. 1.177 Tote blieben auf der Walstatt und 330 gerieten verwundet in Gefangenschaft. Nur einem kleinen Rest gelang die Flucht, darunter waren die beiden Hauptleute Pardus und Ritka, die bei Grafenried über die Grenze entkamen. Die Bayern verloren 10 Ritter und 129 Mann. Ganz Deutschland jubelte ob des Sieges bei Hiltersried. Endlich war der Feind überwunden, den man für unüberwindlich hielt. Die tiefen Wunden freilich, welche dem Lande und dem Volke geschlagen worden waren, forderten noch eine gute Zeit bis sie vernarbten. Überall war Not und Elend, ganze Ortschaften waren verlassen und niedergebrannt. (...) Trotz der schweren Niederlage erhoben die Hussiten nochmals ihr freches Haupt und erschienen 1434 vor dem benachbarten Waldmünchen, nahmen es ein und zerstörten es so schrecklich, daß es einige Jahre öde dalag. ... Im gleichen Jahr (1434) wurde Gleißenberg eine trostlose Brandstätte.
Der Ritter Ventzel von Retz (Wenzel von Rötz) überbrachte dem Pfalzgrafen die Siegesmeldung und das noch blutige Schwert des Hintschik Pflug. Nach dem Erhalt der Siegesmeldung musste Johannes mit seinem Sohn Christoph sofort zu Verhandlungen mit Herzog Ludwig von Ingolstadt nach Regensburg kommen. Im dortigen Dom fand eine Siegesfeier statt, während die Feierlichkeiten in Neunburg und Neumarkt erst nach seiner Rückkehr stattfinden konnten.

## Folgen der Schlacht

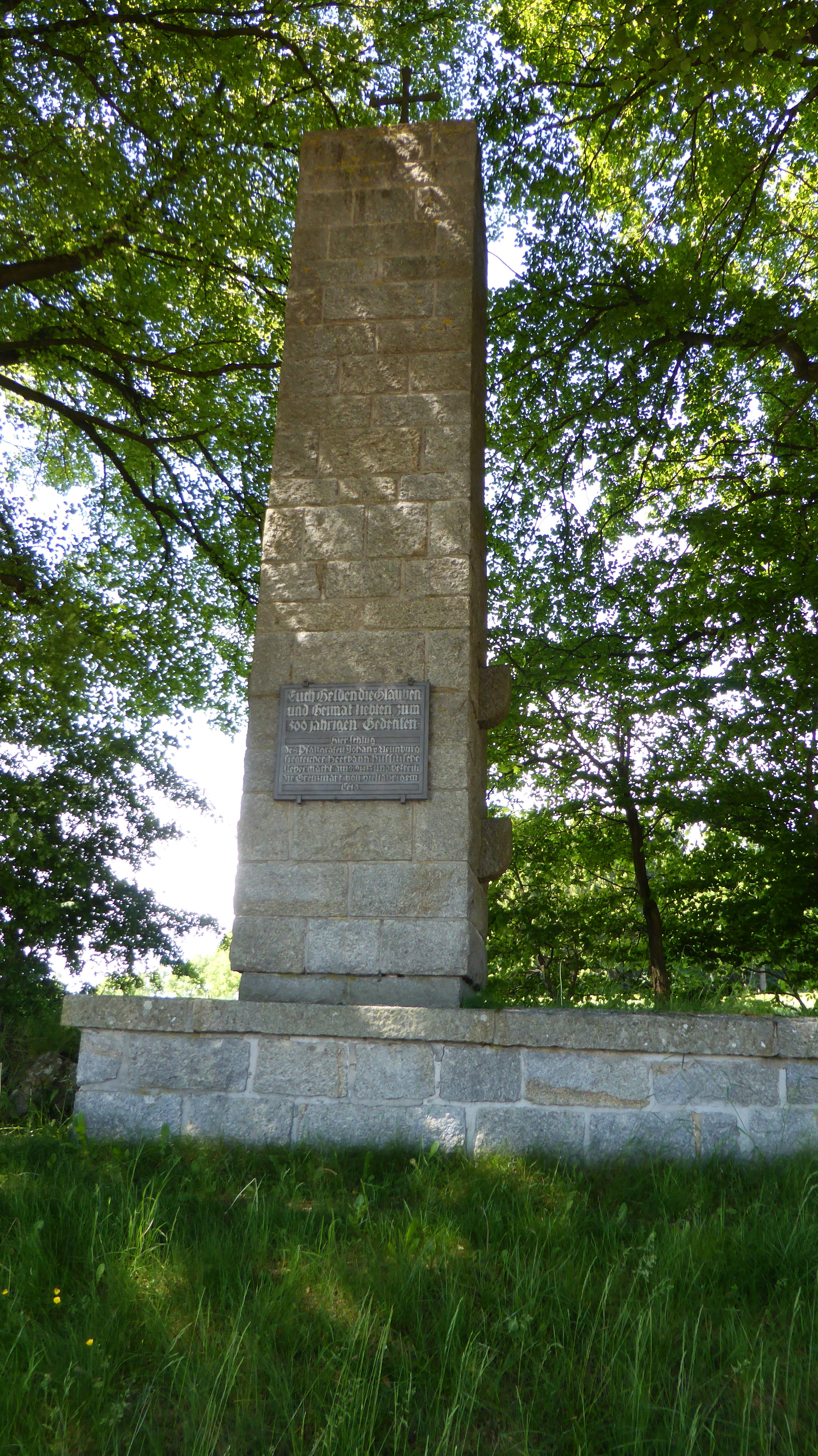
Denkmal zum 500-jährigen Jahrestag der Schlacht von Hiltersried (errichtet 1933)

Die Niederlage bei Hiltersried führte zu internen Streitereien unter den Hussiten. Nach der Rückkehr des Johannes Pardus gerieten die vor Pilsen lagernden Hussiten in Aufruhr. Man wollte den heimkehrenden Kommandeur als Feigling zum Tode verurteilen und fesselte ihn. Darauf trat Andreas Prokop den Tobenden entgegen und verlangte, ihn wieder in Freiheit zu setzen. Die Menge war aber so erregt, dass man ihm nicht folgte bzw. einer der Krieger ergriff einen Schemel und schlug damit Prokop ins Gesicht, so dass er blutend zusammenbrach. Der Schläger wurde zum Befehlshaber ausgerufen und Prokop in Haft gesetzt. Nach einigen Tagen ließ man ihn wieder frei und bat ihn, den Oberbefehl wieder zu übernehmen. Dies lehnte er ab und begab sich nach Prag, um seine Verwundung ausheilen zu lassen. Prokop hatte damit sein Gesicht und seine Autorität verloren – das war der Anfang vom Ende der Hussiten.
Der seit langem schwelende Konflikt zwischen den radikalen Taboriten – die bis zum Ende kämpfen wollten – und den gemäßigten Utraquisten (Calixtinern) brach erneut aus. In der Schlacht bei Lipan am 30. Mai 1434 wurden die Taboriten dann von den Utraquisten vernichtend geschlagen. Die Hussitenbewegung brach auseinander und das Ende der Hussitenkriege rückte näher.